# Olsberg (Berg)

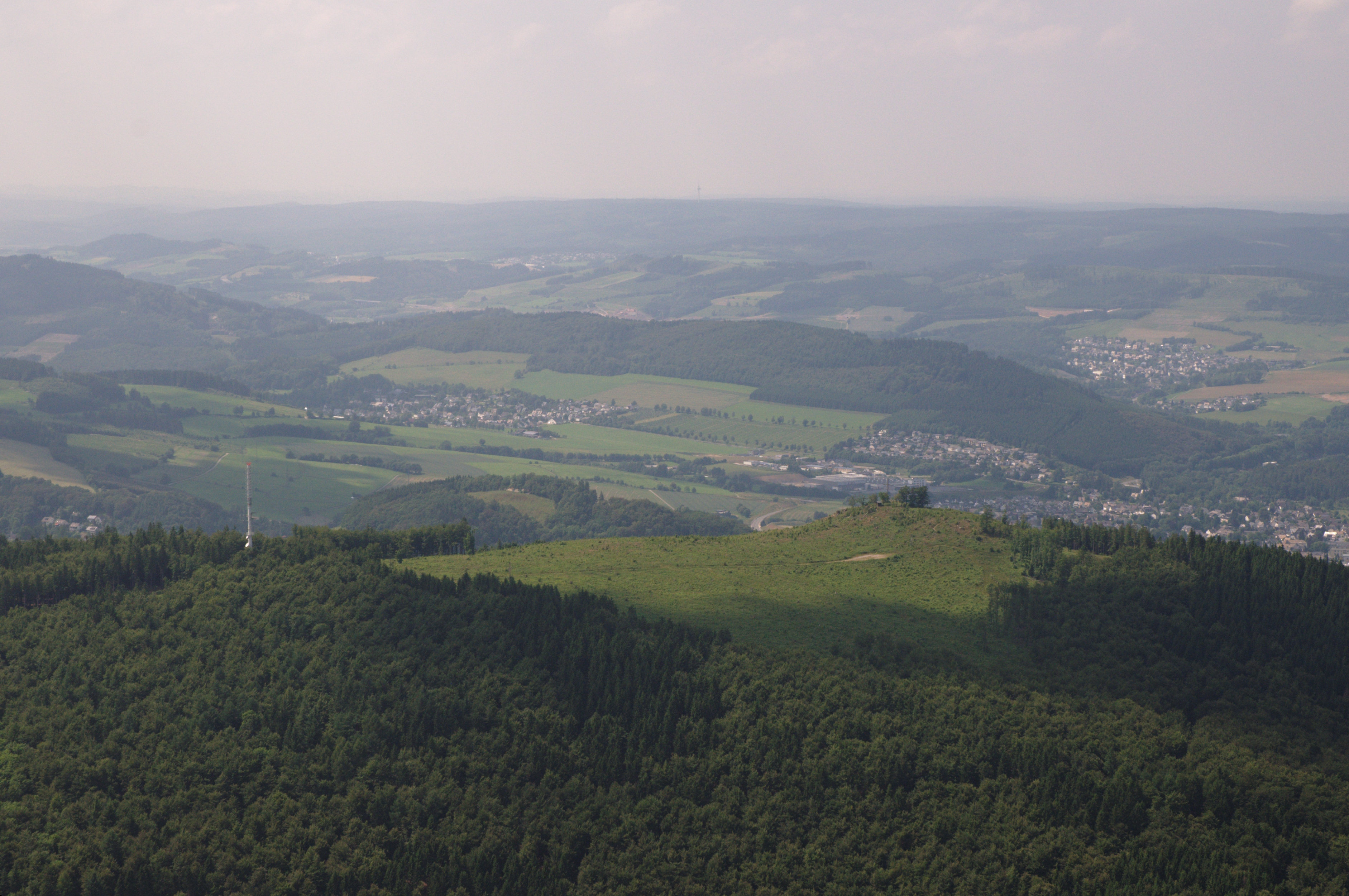
Luftbild: Olsberg mit Sendeturm und Gipfelkreuz, dahinter Gevelinghausen (links), Kernstadt von Olsberg (rechts) und Fernmeldeturm Meschede (Horizont)

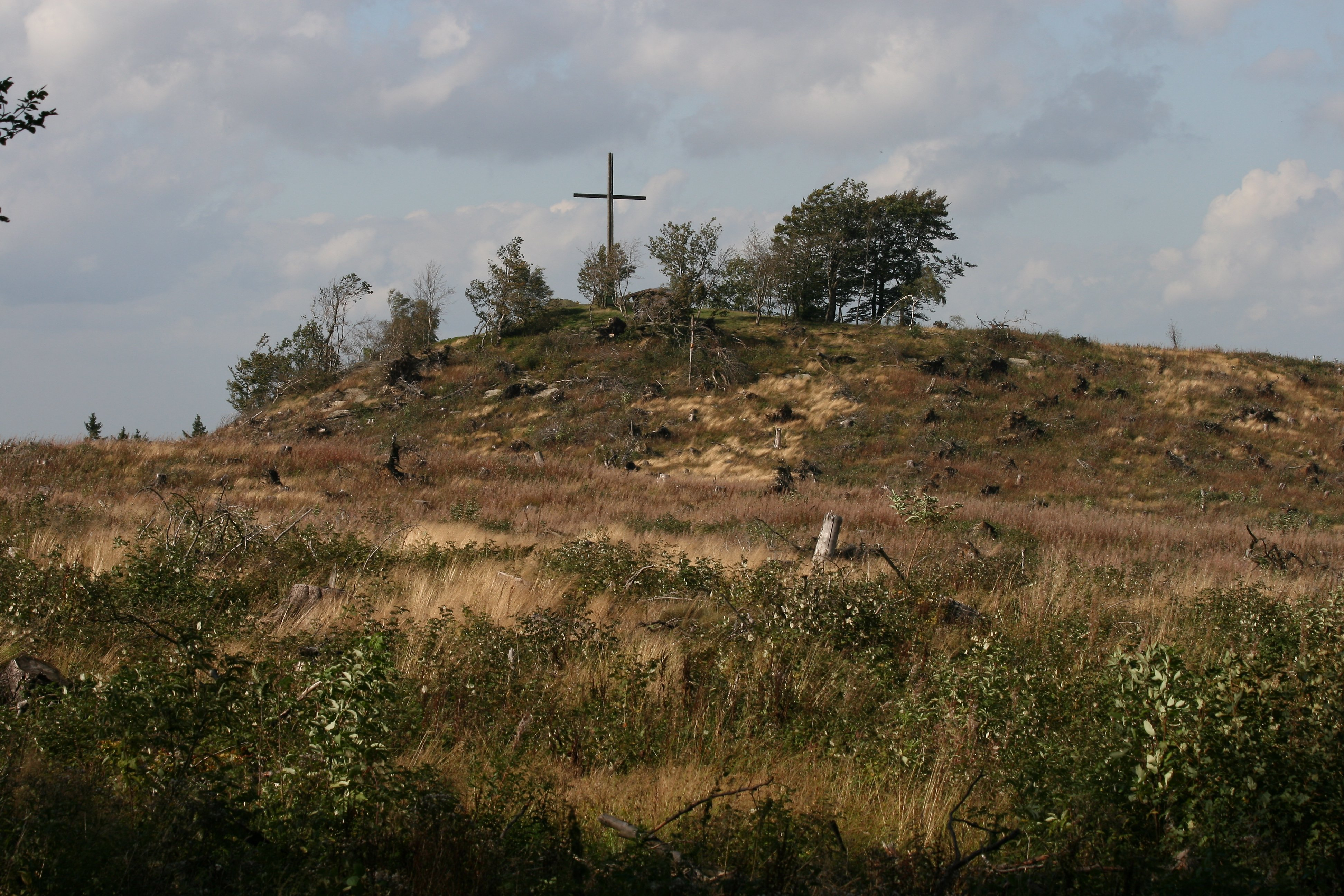
Olsberggipfel mit Gipfelkreuz

Der Olsberg nahe Olsberg im nordrhein-westfälischen Hochsauerlandkreis ist ein 703,8 m ü. NHN hoher Nordausläufer des Heidkopfs (715,3 m) im Rothaargebirge. Er ist Standort des Senders Olsberg.

## Geographie

### Lage
Der Olsberg liegt in den Nordausläufern des Rothaargebirges direkt südöstlich der Kernstadt von Olsberg mit dessen östlicher Ortslage Gierskopp. Sein Gipfel erhebt sich 3 km westnordwestlich von Elleringhausen, 3,5 km nordnordwestlich von Bruchhausen, 4 km nördlich von Assinghausen und 3,3 km (je Luftlinie) nordnordöstlich von Wulmeringhausen; sie alle sind Olsberger Stadtteile. Er gehört zu einem in Nord-Süd-Richtung verlaufenden Höhenzug, mit dem Olsberg im Norden und dem Heidkopf im Süden, der die Ruhr von ihrem östlich verlaufenden Zufluss Gierskoppbach trennt.
Nachbarberge und -erhebungen sind – mit Höhe in Meter (m) über Normalhöhennull (NHN): Langer Berg (554,5 m) im Nordnordwesten, Eisenberg (606,2 m) im Nordnordosten, Borberg (670,2 m) im Nordosten, Ruthenberg (543 m) im Osten, Ginsterkopf (663,3 m) im Ostsüdosten, Istenberg (728 m) im Südosten, Heidkopf (715,3 m) im Süden, Wiedegge (732,3 m) im Südwesten und Buchhorst (527 m) im Osten.

### Naturräumliche Zuordnung
Der Olsberg gehört in der naturräumlichen Haupteinheitengruppe Süderbergland (Nr. 33), in der Haupteinheit Rothaargebirge (mit Hochsauerland) (333) und in der Untereinheit Hochsauerländer Schluchtgebirge (333.8) zum Naturraum Ramsbecker Rücken und Schluchten (333.81), wobei seine Nordflanke in der Haupteinheit Sauerländer Senken (335) in den Naturraum Oberruhrgesenke (335.0) abfällt.

### Berghöhe
Auf topographischen Karten ist nahe dem Olsberggipfel (Nordkuppe; 703,8 m) ein trigonometrischer Punkt auf 703,2 m Höhe verzeichnet. Seine Südkuppe ist 701 m hoch, wobei nahe bei deren Gipfel eine 696,6 m hohe Stelle liegt.

## Bewaldung und Schutzgebiete
Der Olsberg war abgesehen von Windwurfflächen seiner Hochlagen stark bewaldet. Aufgrund massiver Schäden im Wald durch Trockenheit und drohendem Borkenkäferbefall mussten in den Jahren 2020 und 2021 die Baumbestände teilweise gerodet werden. Auf der Ostflanke liegen Teile des Naturschutzgebiets Hangwälder des Olsberges (CDDA-Nr. 329413, 2001 ausgewiesen, 1,68 km² groß). Auf dem Berg befinden sich solche des Landschaftsschutzgebiets Olsberg (CDDA-Nr. 345105; 2004; 79,52 km²).

## Sender Olsberg
Etwa 430 m südsüdöstlich des Olsberggipfels liegt der Sender Olsberg des WDR. Er befindet sich etwas unterhalb vom Gipfel der Südkuppe. Sein 1984 errichteter Sendeturm ist 58 m hoch. Er dient der Ausstrahlung von Hörfunk und DAB (Digitalradio).